# 二二八事件烏牛欄戰役紀念碑
23°57′59″N 120°56′47″E / 23.966320°N 120.946451°E
二二八事件烏牛欄戰役紀念碑，是位在於臺灣南投縣埔里鎮南村里愛蘭橋的二二八和平紀念碑，碑址為烏牛欄戰役發生處，興建時正逢2004年中華民國總統選舉成為注目話題。

## 外觀
愛蘭橋頭位於進出埔里或轉往日月潭的分岔點，因是出入要道被視為埔里的門面。在此矗立的烏牛欄戰役紀念碑連同兩公尺高的底座，高度接近八公尺，顯得引人注目。
該碑造型來自藝術家白滄沂發現的一塊略有殘缺的木頭年輪，在參加縣府徵選紀念碑作品時，加以他對二二八印象重命名為「圓而不圓」。意象是銅雕上有兩處缺口，但整體還是圓的，象徵族群歷經衝突但最後融合之意。碑高五百八十公分、寬五百五十六公分、厚九十公分。材質由三百二十塊紅銅組裝，並有四根兩公尺長的鋼條作支撐。

## 建立
自1989年當年擔任嘉義市長的張博雅率先先打破政治禁忌，讓嘉義市能興建二二八紀念碑後，臺灣各縣市競相效尤。作為埔里鎮牛耳藝術公園董事長的黃炳松便推動在埔里建立二二八紀念碑。1994年3月16日，烏牛欄之役四十七週年在發生地愛蘭橋頭舉行時，便是由他主持。
南投縣長林宗男任內，由縣議會無條件照原案通過後，獲文建會補助新台幣六百多萬元興建紀念碑。縣府向交通部公路局申請撥用愛蘭橋頭的零點二一公頃土地，以作為立碑地。2002年12月3日，因埔里地方傳出反對聲，縣觀光局副局長姜君佩到埔里與民眾溝通。如鎮長馬文君就同意鎮代陳瓊華的看法，認為埔里山城族群繁多，包括原住民、平埔、客家、閩南、外省等族群，建碑是要挑撥族群情結。
2003年9月19日，埔里鎮公所主任秘書周進喜對縣府表示設立二二八紀念碑會使族群意識裂痕，鎮民代表會主席潘淑玫與多位代表已表達反對。至於當地的埔里基督長老教會的教友支持，主張大家要加以包容。11月21日，縣議員周義雄在議會質詢指出，已有埔里鎮議員爭取在附近的愛蘭營區興建二二八紀念公園，遂無必要在原地建碑。24日，埔里鎮民代表會副主席彭景鴻獲知縣政府已經發包工程，表示將發動民眾抗爭。
2004年2月11日，鎮代主席潘淑玫等人率眾來施工現場抗議，拉起「南村人誓死反對建『悲』」、「埔里人反對政府用悲情點綴山城花都門面」、「為了和諧─請改個名字吧」等布條。12日，因鎮長馬文君帶領約八名民眾來工地抗議，縣府文化局長陳秀義前往協調後決定先停工五日。17日，縣議會召開的臨時會上，面對縣長林宗男強調會繼續興建，仁愛鄉籍的原住民議員謝汪汕緩頰說，仁愛鄉設霧社事件紀念碑多年，也未見悲情與族群對立，不反對埔里鎮設二二八紀念碑。20日，馬文君、埔里鎮里長聯誼會會長施文雄等向議會陳情。23日，面對馬文君率領近千名鎮民分乘卅二輛遊覽車到廣場草地靜坐抗議，縣府回應等到總統大選結束後會處理。當時總統選舉期間建立的宜蘭縣二二八紀念物，落成不久就遭兩度破壞，引起外界許多聯想。
2004年總統選舉結束後，3月30日，陳水扁領取當選證書。4月12日，碑身從草屯鎮運到愛蘭橋頭安裝時，現場並無人來抗議。對此，居民陳幸美對記者說，烏牛欄是二二八事件的最後一役，在此設置碑便是表示族群融合、記取歷史教訓，不應對這段歷史視而不見，總統大選結束，選前的對抗也應跟著落幕。
2004年4月29日下午，揭碑落成時，由林宗男、黃炳松、縣議員許阿甘、廖志城、縣文化局長陳秀義等揭碑。南門、史港、廣成與北梅里長出席
。至於馬文君、潘淑玫等未出場。參與烏牛欄之役的黃金島也到現場講述當年情形。

## 建後
2006年1月11日下午，縣長李朝卿邀埔里地區人士到埔里天水蓮大飯店座談地方藝文發展時，當上縣府文化局長的陳振盛主動提起要去除烏牛欄戰役紀念碑碑文，並改碑名成「水沙連勝境」。陳振盛的理由是二二八事件已平反，歷史仇恨應讓它隨風而逝，創作藝術被不當曲解濫用來破壞地方和諧，碑可換成當地的意象。
5月30日，陳振盛透露已和埔里鎮長馬文君達成共識，碑將遷移至南烘溪河濱公園。此舉引起埔里鎮文史工作者鄧相揚反對，他說愛蘭橋頭是二二八事件爭戰地，移往他處毫無歷史意義，不應換人執政就換紀念碑位置，政治不應該介入歷史。
6月6日，縣府議會聯合總質詢上，面對議員林永鴻、許阿甘、陳錦倫、賴燕雪等諮詢，李朝卿說從他未說過要遷移。之後2008年中華民國總統選舉時，紀念活動依然在此碑舉行，碑後面還放著馬英九與蕭萬長的選舉看板。